# Murphijev zovoj
Murphijev zovoj (lat. Pterodroma ultima) je vrsta morske ptice iz porodice zovoja. Duga je 38-41 cm, a ima raspon krila od 97 cm.
Jako je malo poznata. Živi u južnom Pacifiku. 

## Vanjske poveznice
|  | Zajednički poslužitelj ima još gradiva o temi Pterodroma ultima |
|  | Wikivrste imaju podatke o taksonu Pterodroma ultima             |